# Израильская премия за критику СМИ имени Абрамовича

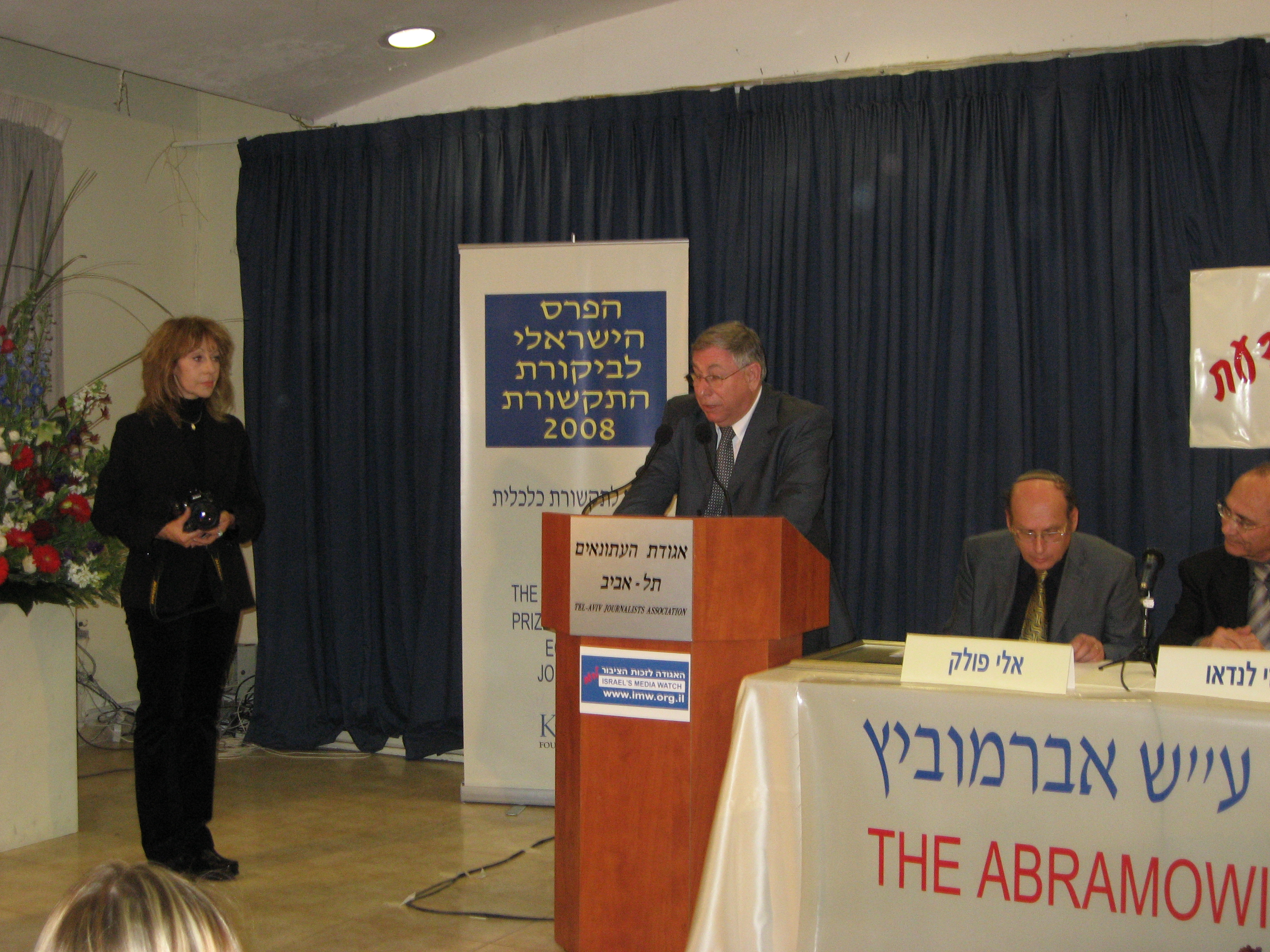
Церемония вручения Израильской премии за критику СМИ 2008 года журналистке Евгении Кравчик.

Израильская премия за критику СМИ имени Абра́мовича (ивр. הפרס הישראלי לביקורת התקשורת ע"ש אברמוביץ‎, англ. The Abramowitz Israeli Prize for Media Criticism) — награда, присуждаемая ежегодно за выдающийся вклад в критику израильских средств массовой информации.
Премия учреждена в 2000 году и с тех пор присуждается объединением «Право общества знать», при поддержке Ниры и Кеннета Абрамович. 
3 октября 2000 года в «Театрон Иерушалаим» состоялась первая церемония вручения премий. Событие транслировалось в прямом эфире по 33-му каналу телевидения. В этот день президент объединения «Право общества знать» доктор Юваль Штайниц отметил: «Парадоксально, но факт: в плюралистическом по природе Израиле, где СМИ оказывают колоссальное влияние на формирование общественного мнения, в прессе господствует поразительное единомыслие и однобокость».
В 2008 году первым лауреатом, пишущим на русском языке, стала журналистка Евгения Кравчик. Комиссия по присуждению премии отметила, что Кравчик опубликовала десятки репортажей и подвергла критике ту часть израильской журналистики, которая из «сторожевого пса демократии» превратилась в «придворную журналистику».
В течение десяти лет общественность могла выдвигать кандидатов на соискание премии, однако решение о присуждении премии двум номинантам принималось комиссией. Начиная с 2011 года, один из двух лауреатов избирается общественностью посредством голосования по Интернету, а второго лауреата, как и прежде, выбирает комиссия по присуждению премии.

## Лауреаты премии
- 2000 — Йоав Ицхак, Мати Голан[ивр.][2]
- 2001 — Амнон Данкнер, Амнон Лорд[6]
- 2002 — Ирит Линор, Кальман Либскинд[ивр.][7]
- 2003 — Хагай Сегаль[ивр.], Бен-Дрор Ямини[англ.][8]
- 2004 — Эстер Герцог, Амос Кармель[9]
- 2006 — Инон Магаль, Кэролайн Глик[10][11]
- 2007 — Яаков Ахимеир[англ.], Арье Авнери[ивр.][12]
- 2008 — Евгения Кравчик, Нахум Шахаф[англ.][13][14]
- 2009 — Штаб борьбы производителей телепродукции, Давид Цанген (за борьбу против фильма «Дженин, Дженин»)[15][16]
- 2010 — Семья капитана Р.[ивр.], Амос Регев[ивр.][17]
- 2011 — Сайт «Латма», Халед Абу Тоаме[англ.][18]
- 2012 — Аелет Шакед[19], Дворит Шаргал[ивр.][20]
- 2013 — Сайт «Седьмой глаз»[англ.], Хани Луз[21]
- 2014 — Дрор Эйдар[ивр.], Гай Бехор[ивр.][22]
- 2015 — Аяла Хасон-Нешер[англ.], Итамар Маркус[англ.][23]